# Edwin Oppler

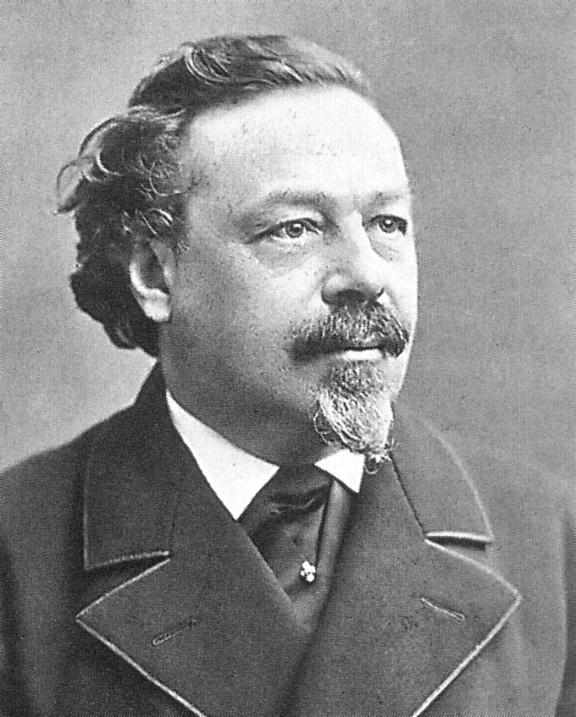
Edwin Oppler

Edwin Oppler (* 18. Juni 1831 in Oels (Niederschlesien); † 6. September 1880 in Hannover) war ein deutscher Architekt. Er gilt als bedeutendster jüdischer Architekt im Deutschland des 19. Jahrhunderts und war einer der Hauptvertreter der neugotischen Hannoverschen Architekturschule. Zu seinen Vorbildern zählte der französische Architekt und „Gotiker“ Eugène Viollet-le-Duc. Die neugotische Architektur des Königreichs Hannover war sehr durch die verwandtschaftlichen Bindungen der Welfen nach England geprägt.

## Leben
Edwin Oppler kam als zweiter Sohn des jüdischen Wein-Kaufmanns Saloh Oppler und dessen Ehefrau Minna, geborene Seldis, zur Welt. Über seine Jugend ist nur wenig bekannt, möglicherweise besuchte er von 1837 bis 1840 zunächst die Grundschule in Oels, und dann die Schule in Breslau. 1849 ging er nach Hannover, wo er bis 1854 an der Polytechnischen Schule bei Conrad Wilhelm Hase studierte, dessen Schüler und Mitarbeiter er wurde. Eine Zimmermannslehre schloss sich an. Ab 1856 Mitglied im Architekten- und Ingenieur-Verein Hannover, ging Oppler 1856–1860 zunächst nach Brüssel und Paris, wo er Mitarbeiter in den Büros von v. Hoffmann und Massenot, des Glasmalers Eugène-Stanislas Oudinot und vor allem bei dem Architekten Viollet-le-Duc in Paris wurde, und wo er auch bei der Restaurierung der Kathedrale Notre-Dame mitarbeitete und sich so Kenntnisse der gotischen Architektur verschaffte. Ab 1861 war er freier Architekt in Hannover. Er heiratete 1866 Ella Cohen, die Tochter des Königlichen Medizinalrates Hermann Cohen. Der Maler und Radierer Ernst Oppler (1867–1929), der Bildhauer Alexander Oppler (1869–1937), der Arzt Berthold Oppler (1871–1943) sowie der Jurist Siegmund Oppler (1873–1942) waren ihre Söhne.
Oppler wurde rasch durch seine zahlreichen, für adlige und bürgerliche Auftraggeber entworfenen Wohnhäuser, Villen und Geschäftshäuser, vor allem in Hannover, aber auch durch die Synagoge der Jüdischen Gemeinde Hannover in der Calenberger Neustadt, durch die Friedhofsanlage des Jüdischen Friedhofs An der Strangriede (Hannover-Nordstadt) und schließlich den Innenausbau des  Schlosses Marienburg bei Nordstemmen südlich von Hannover bekannt. 1866 wurde er zum Baurat ernannt. 1872 bis 1878 gab er die Zeitschrift Die Kunst im Gewerbe heraus, 1872 wurde Ferdinand Schorbach Teilhaber in Opplers Architekturbüro.
Nur wenige Bauten Edwin Opplers sind in Hannover erhalten geblieben, wofür vor allem die Bombardierungen der Stadt während des Zweiten Weltkriegs 1943/44 verantwortlich sind. Sein Hauptwerk war die große Synagoge in Hannover, die Theodor Unger „die Perle der hannoverschen Architektur“ nannte. Während der Novemberpogrome 1938 wurde sie am 9./10. November 1938 zerstört.
Edwin Oppler liegt im Familiengrab Cohen seiner Ehefrau auf dem Jüdischen Friedhof an der Strangriede in Hannover begraben.

## Ehrung
In unmittelbarer Nähe zum jüdischen Friedhof gibt es den Edwin-Oppler-Weg.

## Werk

Synagoge Hannover, 1863–70

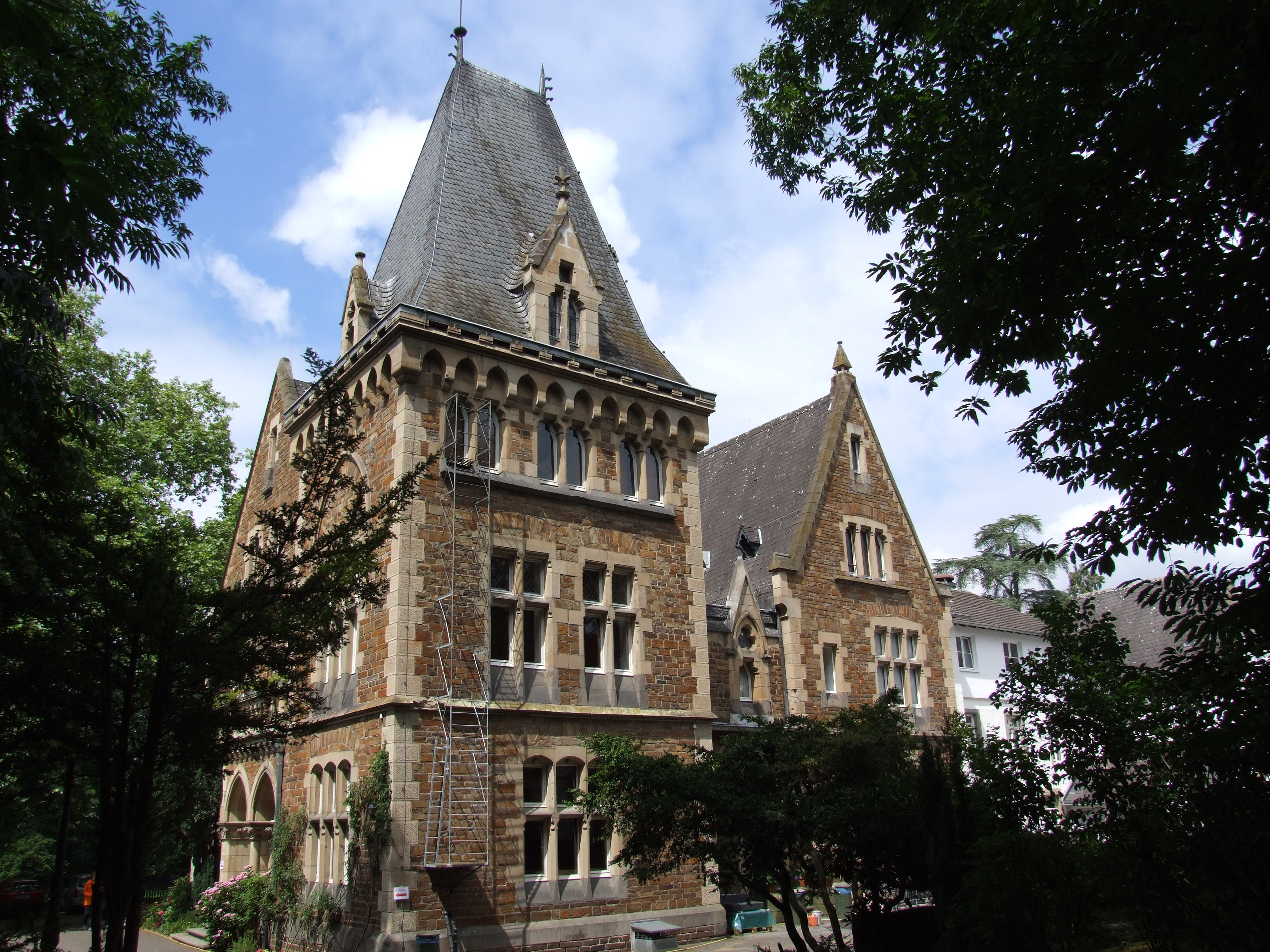
Schloss Hagerhof, Bad Honnef, 1865–67

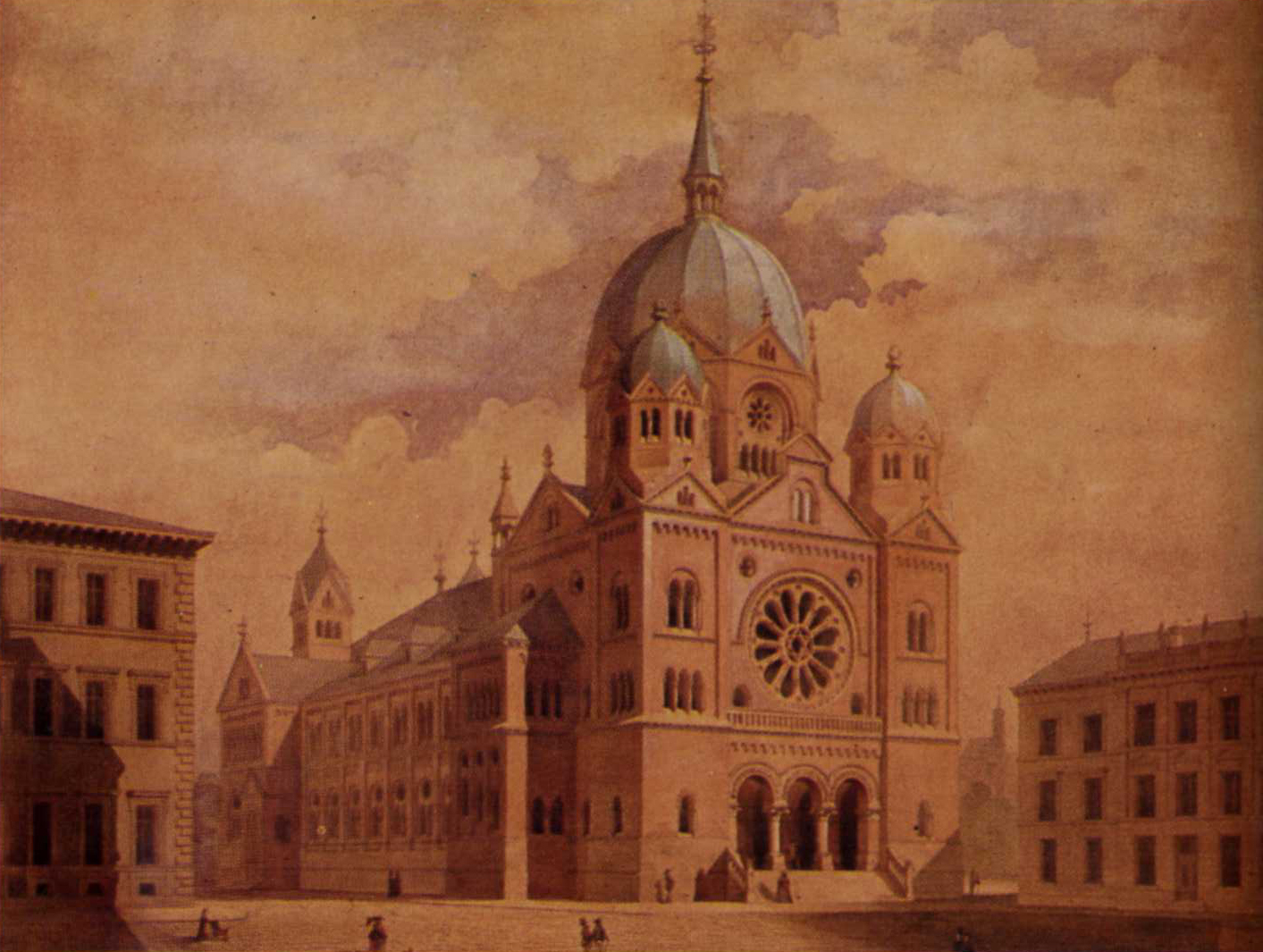
Entwurf für eine Synagoge in München, um 1872

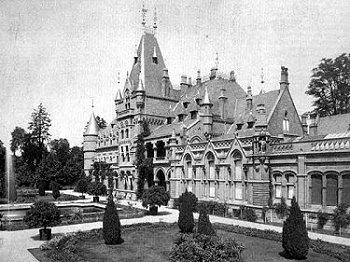
Schloss Halberg, 1877–80

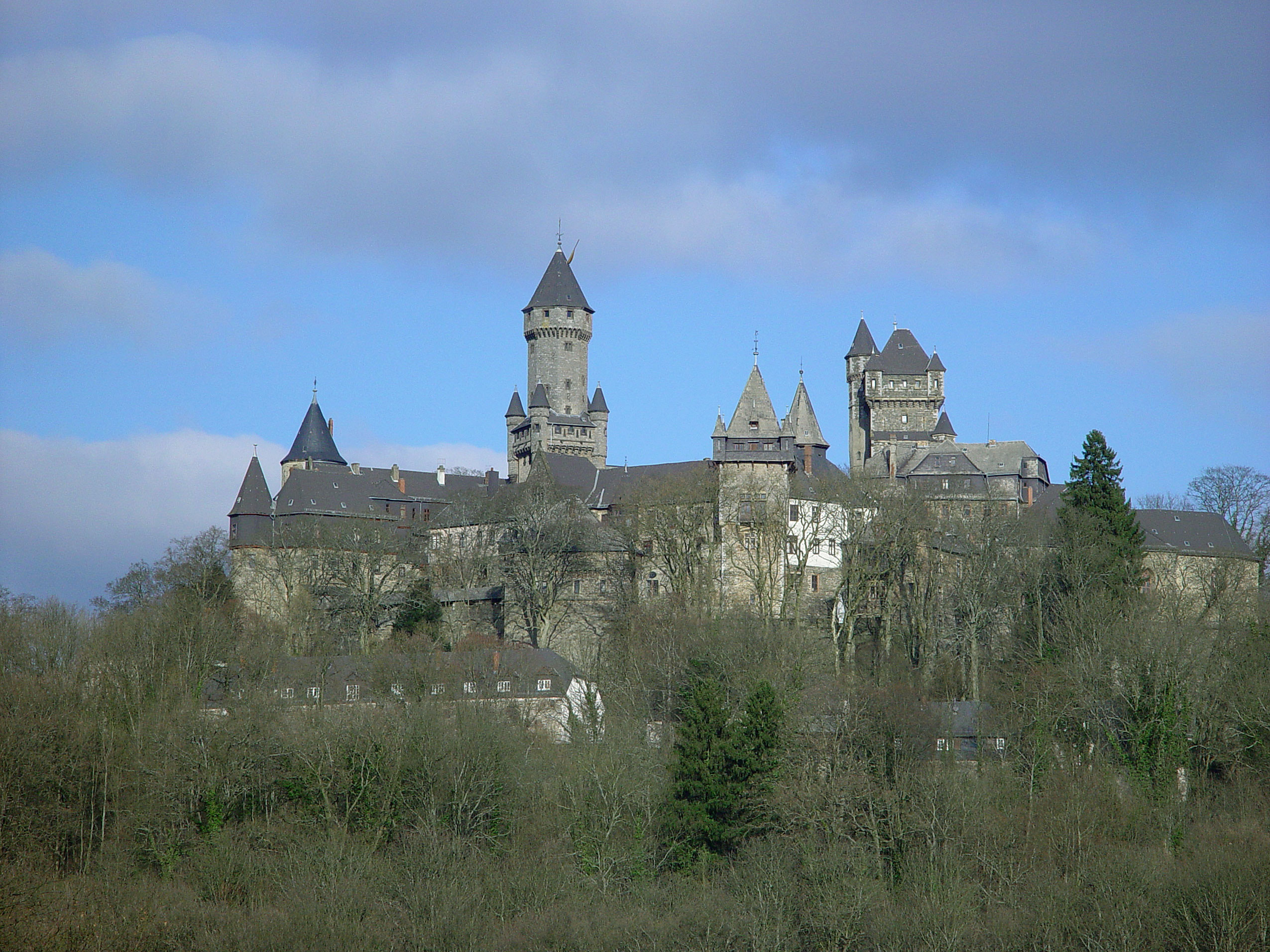
Schloss Braunfels, nach 1880 umgebaut

(unvollständig, größtenteils nach Kokkelink 1998, S. 554–555)
- 1862–1863: Geschäftshaus Glahn und Siemering in Hannover, Schmiedestraße
- 1863: Villa Solms in Hannover, Jägerstraße
- 1863–1864: Jüdischer Friedhof An der Strangriede in Hannover, mit Predigthalle (erhalten)
- 1863–1870: Neue Synagoge in Hannover, Calenberger Neustadt[6]
- 1863–1865: Kirche in Ahlerstedt
- 1864–1865: Geschäftshaus Neuhaus in Hannover, Schillerstraße
- 1864–1867: Umbau und neugotische Innenausstattung von  Schloss Marienburg bei Nordstemmen (Architektur von Conrad Wilhelm Hase)[7]
- 1865: Schloss Hagerhof bei Bad Honnef
- 1865: Odeon-Konzertgarten in Hannover.
- 1865: Villa Wedel in Hannover, Parkstraße (heutige Wilhelm-Busch-Straße)
- 1865: Herrenhaus auf Gut Wienebüttel bei Lüneburg[8]
- 1865–1867: Haus Heinemann in Hannover, Georgstraße / Bahnhofstraße
- 1866–1872: Neue Synagoge in Breslau[9]
- 1868–1870: Villa Cahn in Bonn-Plittersdorf[10]
- 1870–1872: Haus Heisterberg in Niederdollendorf[11]
- 1872–1873: Wohnhaus Meinecke in Hannover, Lange Laube
- 1873–1874: Villa Solms in Baden-Baden
- 1874: Kriegerdenkmal in Barmen, in den Barmer Anlagen
- 1874–1875: Israelitische Schule in Hannover, Lützowstraße
- 1875–1878: Erweiterungsbau des Sanatoriums Dr. Brehmer in Görbersdorf (Schlesien)
- 1876: Haus Hainburg in Schlangenbad
- 1877–1880: Schloss Halberg bei Saarbrücken[12]
- 1878: Synagoge auf Norderney
- 1879: Haus Roland in Düsseldorf
- 1879: Synagoge in Hameln[13]
- 1880: Synagoge in Bleicherode
- nach 1880: Umbau von Schloss Braunfels

## Archivalien
Archivalien von und über Edwin Oppler finden sich beispielsweise
- als unveröffentlichte Schrift von Johann Heinrich Kastenholz: Dem Andenken des Königlich-Hannoverschen Baurates Edwin Oppler. Hannover, 1929, im Nachlass Oppler-Schorbach-Kastenholz des Stadtarchivs Hannover[14]